# 約納瓦白色猶太會堂

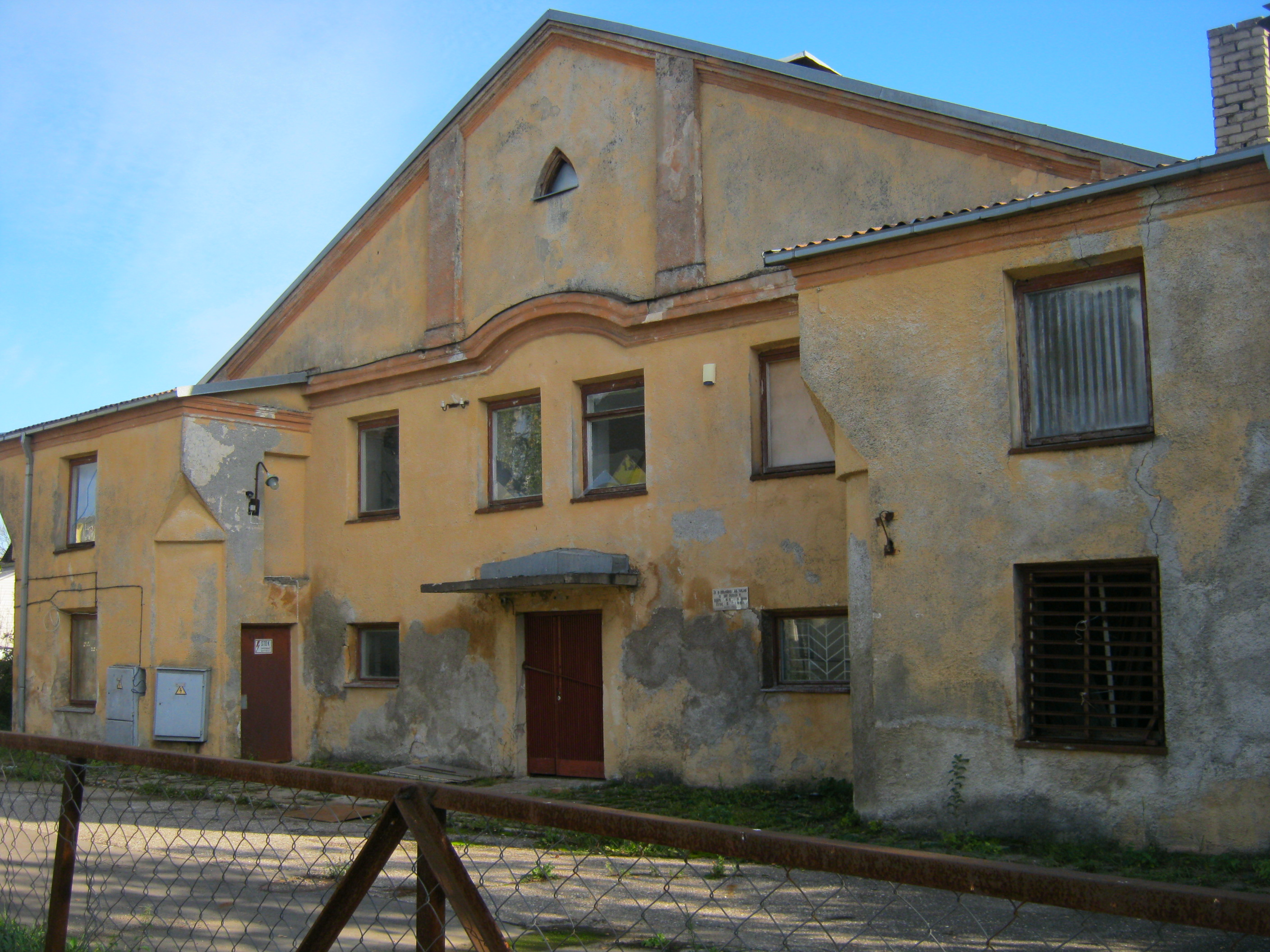

約納瓦白色猶太會堂是立陶宛城市約納瓦的一座建築，曾作為猶太會堂使用。1941年時，約納瓦人口的80%是猶太人，城市有七座猶太會堂。但現在約納瓦僅有兩座猶太會堂，且均未有宗教用途。